# Фигейредо Памплона, Эстанислау де
Эстанислау де Фигейредо Памплона (порт.-браз. Estanislau de Figueiredo Pamplona; 24 марта 1904, Белен, Пара — 29 октября 1973, Белен, Пара) — бразильский футболист, центральный полузащитник. Участник первого чемпионата мира.

## Карьера
Памплона родился в городе Белен, являющемся столицей штата Пара, там же он и начал свой футбольный путь, играя за местную команду «Ремо» в 1922 году. На следующий год перешёл во «Флуминенсе», за который провёл один матч: 1 ноября 1923 года с клубом «Жуис-ди-Фора». В 1924 году Эстанислау перешёл в «Ботафого», где он играл до конца своей карьеры. 3 августа Памплона дебютировал в составе команды в матче с «Сирио Либанес» (2:2). С этой командой он выиграл три чемпионата Рио-де-Жанейро, а также привлекается в сборную Бразилии, с которой поехал на чемпионат мира в Уругвай, но так и не провёл ни одного матча на турнире. Последний матч в карьере Памплона провёл 22 апреля 1934 года против команды «Мавилис» (4:2). А всего за «Ботафого» полузащитник провёл 169 матчей и забил 4 гола.

## Международная статистика
| Матчи Памплоны за сборную Бразилии | Матчи Памплоны за сборную Бразилии | Матчи Памплоны за сборную Бразилии | Матчи Памплоны за сборную Бразилии | Матчи Памплоны за сборную Бразилии | Матчи Памплоны за сборную Бразилии | Матчи Памплоны за сборную Бразилии |
| ---------------------------------- | ---------------------------------- | ---------------------------------- | ---------------------------------- | ---------------------------------- | ---------------------------------- | ---------------------------------- |
| №                                  | Дата                               | Место проведения                   | Оппонент                           | Счёт                               | Голы                               | Турнир                             |
| 1                                  | 17 декабря 1925                    | Буэнос-Айрес                       | Парагвай                           | 3:1                                | —                                  | Чемпионат Южной Америки            |
| 2                                  | 2 декабря 1925                     | Росарио                            | Ньюэллс Олд Бойз                   | 2:2                                | —                                  | Товарищеский матч                  |
| 3                                  | 25 декабря 1925                    | Буэнос-Айрес                       | Аргентина                          | 2:2                                | —                                  | Чемпионат Южной Америки            |

## Достижения
- Чемпион штата Рио-де-Жанейро: 1930, 1933, 1934